# La Main noire (bande dessinée)
Pour les articles homonymes, voir La Main noire.
La Main noire est le deuxième album de bande dessinée de la série Robert et Bertrand, écrit et dessiné par Willy Vandersteen.

## Synopsis
Alors que Robert et Bertrand errent dans la campagne, ils découvrent une ferme frappée d'une étrange malédiction. Une main noire ayant été dessinée sur leur grange, le bétail meurt le lendemain. La mystérieuse jeune fille que tout le monde accuse est-elle vraiment la sorcière que tout le monde veut y voir ? Robert et Bertrand vont devoir faire preuve de tout leur savoir-faire pour élucider cette nouvelle énigme, et échapper au redoutable inspecteur Dix-Sept...

## Personnages
- Robert
- Bertrand
- Jacky
- Inspecteur Dix-Sept
- Martha, la jeune fille mystérieuse
- Clara, sa mère
- Le baron de Belvard
- Bruno, le valet du baron
- Sorbitch, l'inconnu hébergé par le baron de Belvard en secret
- Boldin, artiste déchu
- Le garde champêtre

## Note
Ce deuxième tome de la saga Robert et Bertrand est paru en 1972 dans le quotidien De Standaard. Quoique méconnue en France, cette série de bande dessinée est très populaire en Flandre, ainsi qu'aux Pays-Bas.

## Editions
- Het opgejaagde weeskind : Standaard, 1973, version originale
- La Main noire : Erasme, 1975, version française  (ISBN 90-02-00834-1).